# Chamaedorea oreophila
Chamaedorea oreophila es una especie de palmera que se distribuye por México (Veracruz, Oaxaca).

## Descripción
Son palmas con tallos solitarios, erectos, que alcanzan un tamaño de 1 - 3 m de altura. Tallo de 0,6-2 cm de diámetro, con anillo prominentes, entrenudos de 1-6 cm de largo. Las hojas: 5-13, erectas, pinnadas; con vaina de 10-25 cm de largo, fibrosas, de color verde claro, densamente manchadas de blanco, con peciolo de 7-35 cm de largo, de color verde claro con manchas blancas granuladas, acanalado ligeramente por encima; raquis de 40-80 cm de largo, verde obtusamente en ángulo y brillante por encima, verde  pálido por debajo; pinnas 14-25 en cada lado del raquis, x 1,5-4 cm, estrechamente lanceoladas. Las inflorescencias son interfoliares, erectas, espigadas, pedunculadas. Frutas  ovoide-elipsoides, de color amarillo verdoso que cambian a naranja y luego a rojo cuando están completamente maduras.

## Taxonomía
Chamaedorea oreophila fue descrita por Carl Friedrich Philipp von Martius y publicado en Historia Naturalis Palmarum 3: 309, en el año 1849.
Etimología
Chamaedorea: nombre genérico que deriva de las palabras griegas: χαμαί (chamai), que significa "sobre el terreno", y δωρεά (dorea) , que significa "regalo", en referencia a las frutas fácilmente alcanzadas en la naturaleza por el bajo crecimiento de las plantas.
oreophila, epíteto griego que significa amor a la montaña, en referencia al hábitat.
Sinonimia
- Chamaedorea monostachys Burret
- Nunnezharia oreophila (Mart.) Kuntze
- Stachyophorbe filipes O.F.Cook
- Stachyophorbe montana Liebm. ex Oerst.
- Stachyophorbe oreophila (Mart.) O.F.Cook[5]

## Nombre común
- Tepejilote, tepejilote Cimarron - México.[2]